# Špičák (Pogórze Orlickie)

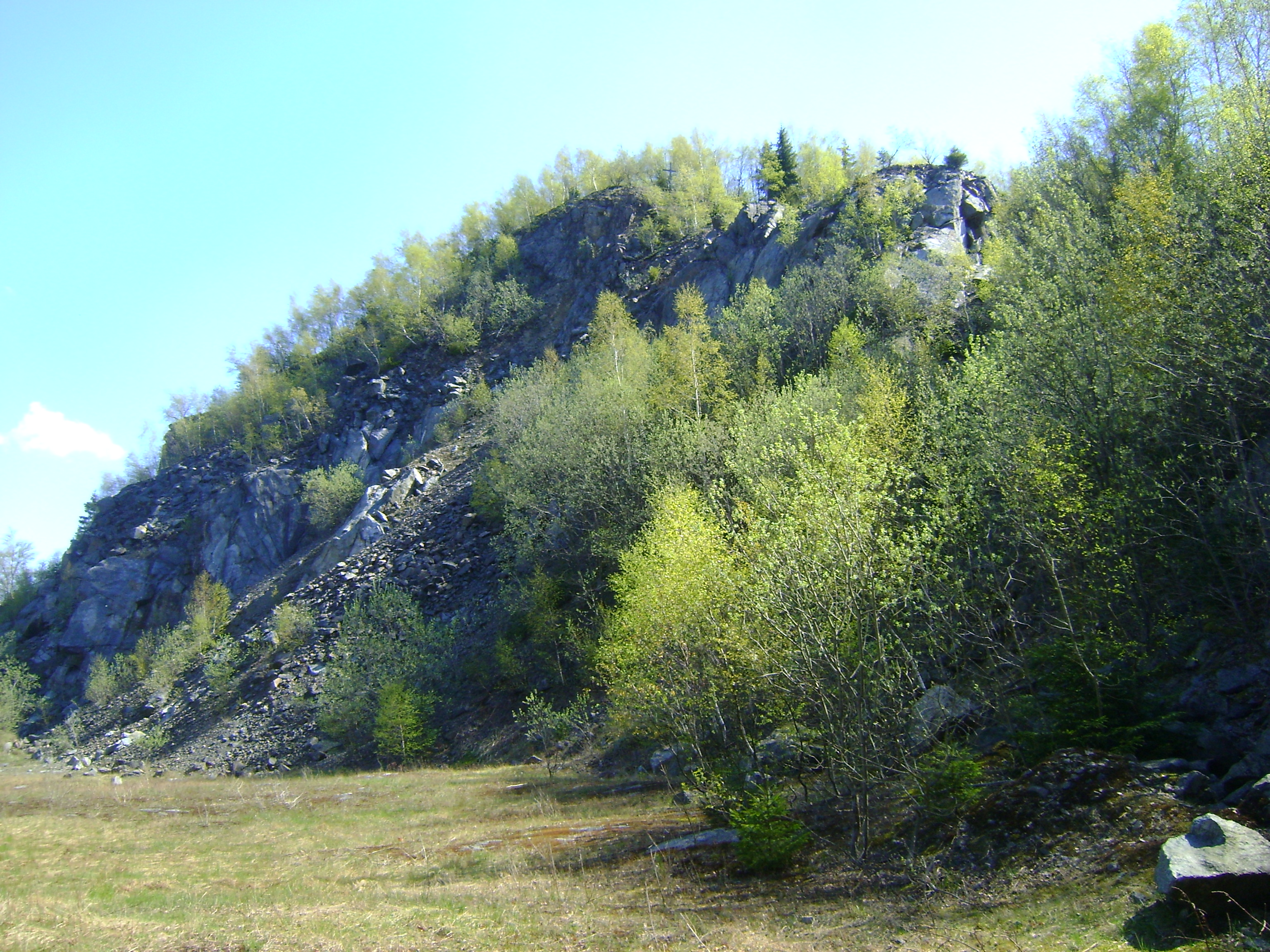
Ściana wyrobiska kamieniołomu na zboczu zachodnim wzniesienia. Widok z poziomu 790m.

Špičák (841 m n.p.m.) – wzniesienie w północno-środkowych Czechach, w Sudetach Środkowych, na  Pogórzu Orlickim (czes.  Podorlická pahorkatina).

## Położenie
Wzniesienie położone jest w południowo-wschodniej części Pogórza Orlickiego, po zachodniej stronie od pasma Gór Orlickich około 1,8 km na północny zachód od czeskiej miejscowości Deštné v Orlických horách.

## Charakterystyka
Špičák jest najwyższym wzniesieniem Pogórza Orlickiego (czes. Podorlická pahorkatina). Wyrasta w południowo–wschodniej części pogórza na Obszarze Chronionego Krajobrazu Gór Orlickich czes. CHKO Orlické hory. Jest to wzniesienie charakteryzujące się łagodnymi i stromymi zboczami, nieregularną rzeźbą i ukształtowaniem o stożkowatym kształcie z wyraźnie zaznaczoną częścią szczytową.
Zbocza północne i wschodnie wzniesienia stromo opadają w kierunku dolin, zbocza południowo-wschodnie i południowo-zachodnie   schodzą w kierunku niższych wzniesień, od których wzniesienie oddzielone jest niewielkimi płytkimi płaskimi siodłami. Po południowo-wschodniej stronie wznosi się Plasnický Špičák (833 m) a po południowo-zachodniej stronie bezimienne wzniesienie o kocie 803m. Zbocze zachodnie stanowi dwustopniowa pionowa skalna ściana, która stanowiła w przeszłości dwupoziomowe wyrobisko górnicze po nieczynnym obecnie kamieniołomie, które półkoliście wcinało się we wzniesienie. Wzniesienie zbudowane ze skał krystalicznych permu i kredowych osadów, szczyt i zbocza wzniesienia pokrywa cienka warstwa młodszych osadów. Północna i wschodnia szczytowa część góry usiana jest duża ilością okazałych kamieni, które w bezładzie gęsto zalegają wśród drzew oraz skałkami tworzącymi powyżej poziomu 790 m n.p.m. kilkumetrowej wysokości urwisko skalne. Zbocza oraz partie szczytowe porasta las iglasty z niewielką domieszką drzew liściastych. Zachodnie zbocze w partii pod szczytowej na poziomie 776 m n.p.m. zajmuje porośnięty trawą niewielki sztucznie utworzony płaski teren po obiektach nieczynnego kamieniołomu. Położenie wzniesienia, stożkowy kształt oraz odsłonięta działalnością górniczą szczytowa część czynią wzniesienie rozpoznawalnym w terenie. Zboczami trawersują ścieżki i drogi leśne, które w przeszłości stanowiły drogi dojazdowe do kopalni. U południowo-wschodniego podnóża wzniesienia rozpościera się miejscowość Deštné v Orlických horách. Po północno-wschodniej stronie podnóżem wzniesienia prowadzi droga nr 310 Olešnice v Orlických horách - Deštné v Orlických horách.
Wzniesienie zaliczane jest do Korony Sudetów Czeskich.

## Inne
- W dawnej kopalni funkcjonowały dwa poziomy wydobywcze pierwszy na poziomie 790 m drugi na poziomie 807 m.
- Na zboczach wzniesieni znajdują się wyraźnie widoczne ślady po dawnej działalności górniczej.
- Ze względu na położenie między miejscowościami Deštné i Plasnice wzniesienie nazywane bywa Deštenský Špičák lub Plasnický Špičák

## Turystyka
W pobliżu wzniesienia prowadzą szlaki turystyczne.
- - prowadzący zachodnim zboczem poniżej szczytu.
- - prowadzący zachodnim zboczem poniżej szczytu.
- Na szczycie znajduje się punkt widokowy, nieco już zarośnięty stanowiący popularny punkt wycieczek.